# 顯微鏡

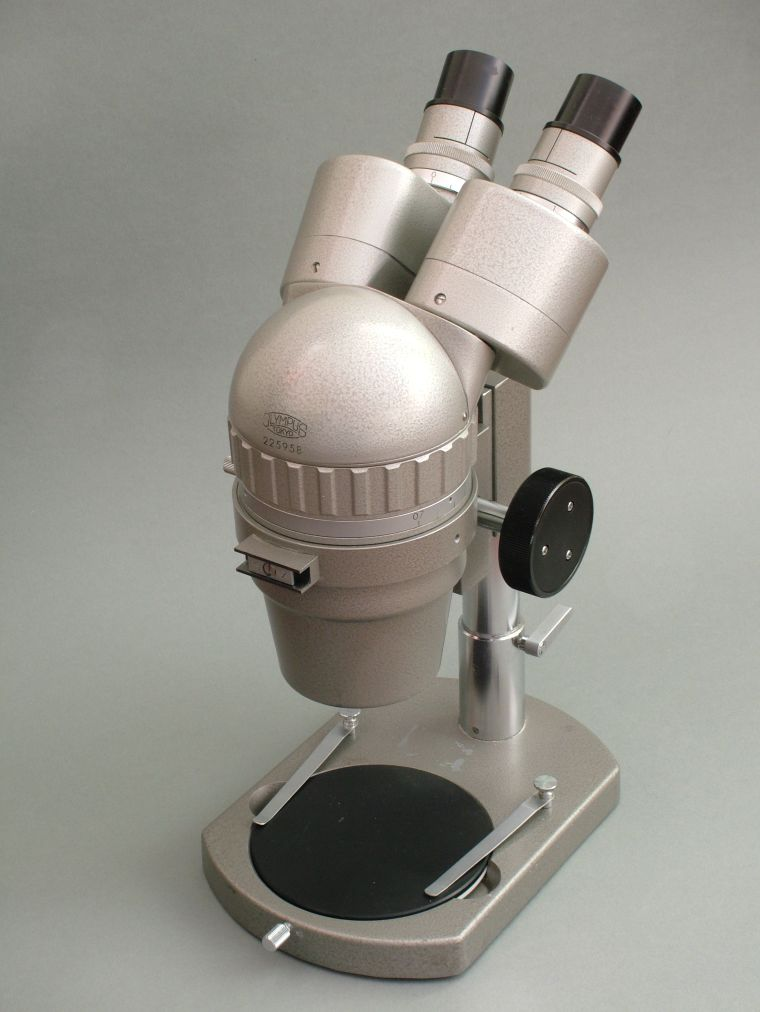
光學顯微鏡是一種利用透鏡產生光學放大效應的顯微鏡。

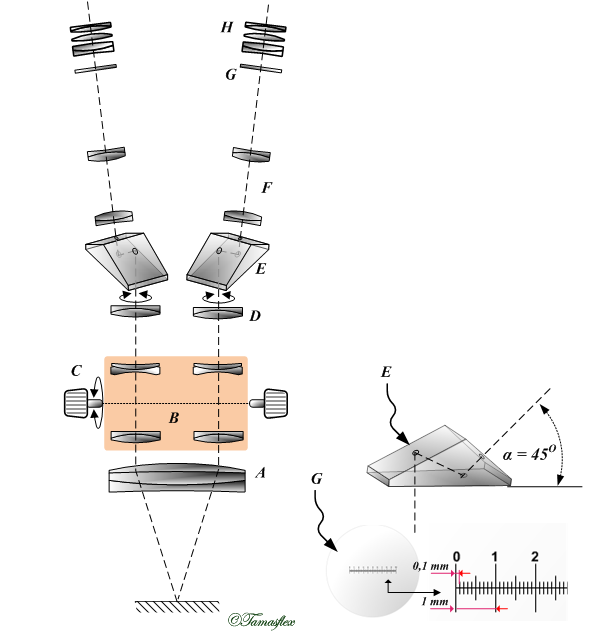
現代體視顯微鏡的光學設計:
A - 物鏡 B - 伽利略望遠鏡（rotating objectives）
C - 縮放控制D - 內部物鏡E - 棱鏡
F - 中繼透鏡 G - 分划板H - 接目鏡

顯微鏡是可以将肉眼不可見之物的影像放大的工具。
日常用語中之顯微鏡多指光學顯微鏡，放大倍率和清析度（聚焦）為顯微鏡重要因素。
顯微鏡的類型有許多。最常見的（和第一個被發明的）是光學顯微鏡，其他主要的顯微鏡類型包括電子顯微鏡、掃描探針顯微鏡等。

## 历史
在显微镜发明以前，人们通过瘟疫、腐烂等自然现象察，部分人觉到一种生物的存在，但人们无法直接观察到微生物而一直未能證實。
雖然在古代出現簡單的放大鏡，如玻璃珠或装水後的玻璃杯，便可以看到肉眼很難識別的物件。可是當時玻璃品質粗劣，還有未形成光學概念，所以不用找尋更小到肉眼根本看不到的物件，到文藝復興時代才有實用的顯微鏡問世。
显微镜的出现提高了人类对微生物的认识并对医学发展做出了贡献。
显微镜的发展史相当复杂，以下仅介绍其中最重要的部分：
现代意义的显微镜一般认为是在1590年由汉斯·利伯希及其子扎哈李斯·杨森（Zacharis Janssen）发明的。意大利科学家伽利略在1611年通过显微镜观察到一种昆虫后，第一次对它的复眼进行了描述。
17世纪，羅伯特·虎克  运用显微镜发现了死亡的软木细胞。
后来，安东尼·范·列文霍克改良了显微镜并成功观察、发现到微生物的存在。

## 用途
显微镜的主要用途是观察肉眼或放大镜无法、难以观测的微小物体。显微镜在生物学和刑侦学界被广泛使用。
- 物質成分分析
- 礦物質分析
- 观察分子、中子、原子
- 观察細胞、基因、細菌、病毒
- 金相分析
- 集成电路生产中各种检测。
- 电子器件检测，如晶振、连接器、液晶屏扽。

## 種類

顯微鏡種類

下文并未把所有種類顯微鏡列表，只是簡介較知名的類型。其他尚有像紫外線顯微鏡、X光顯微鏡、場離子顯微鏡等，僅用於較專門需要而開發的，少量生產的特種用途顯微鏡。

### 光學顯微鏡

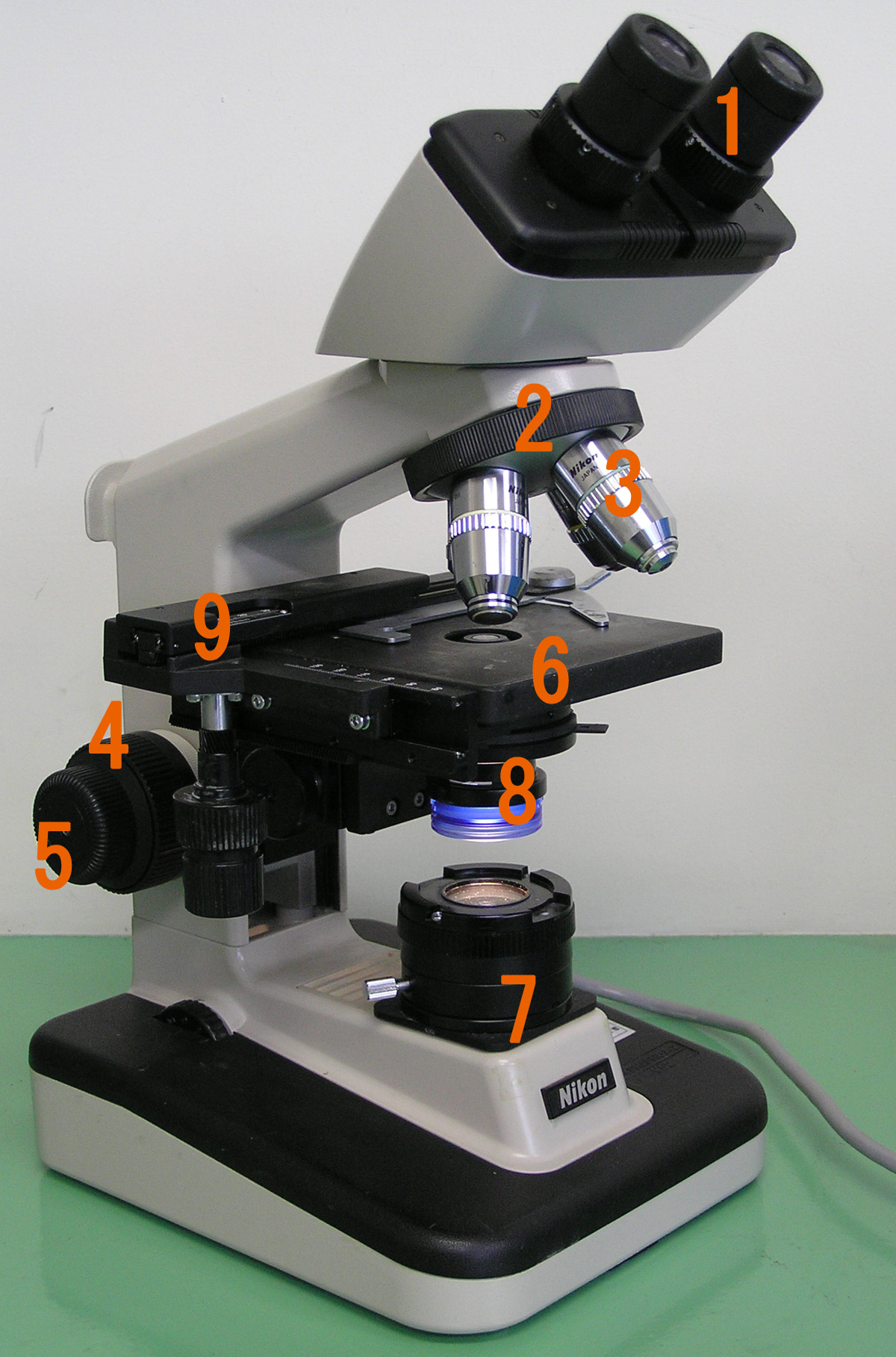
光学显微镜的基本结构（二十世纪90年代）：
1.目镜（又称为接目镜或眼透镜）
2.物镜转换器
3. 物镜
4.粗调旋钮
5.微调旋钮
6.载物台
7. 光源
8.光阑和聚光器
9.推进器（又称为推片器）

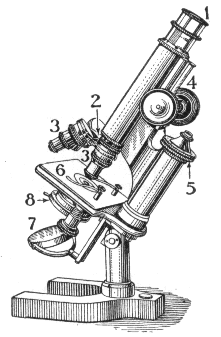
光学显微镜的基本结构（二十世纪初期）：
1.目镜（又称为接目镜或眼透镜）
2.物镜转换器
3. 物镜
4.粗调旋钮
5.微调旋钮
6.载物台
7. 反光镜
8.光阑和聚光器

利用透鏡放大物像送到眼睛或成像儀器，分辨率大約為一微米，可以看到細胞大小的物品。一般來說顯微鏡大都是指光學顯微鏡，光學顯微鏡依設計的不同，又可分為正立顯微鏡、倒立顯微鏡（又稱倒置顯微鏡）和解剖顯微鏡（又稱實體顯微鏡或立體顯微鏡）；又有偏光顯微鏡：又稱為岩石顯微鏡、礦物顯微鏡或金屬顯微鏡，用以觀察岩石、礦物及金屬表面，是利用光的不同性質（偏光）而做成的；相衬显微镜：觀察變形蟲、草履蟲等透明生物時，所使用的顯微鏡。它的特殊裝置可以將光透過生物體所產生的偏差，改變為明暗不同；又結合光學顯微鏡並利用雷射光作為光源，以達到特殊觀察需求的有共聚焦顯微鏡（又譯作共軛焦顯微鏡）。

### 電子顯微鏡

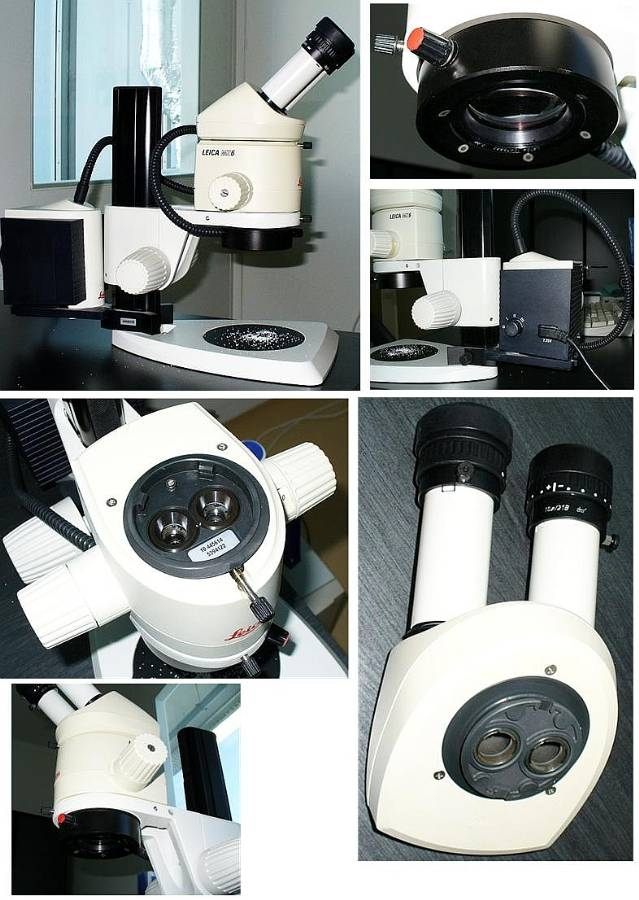
體視顯微鏡

在20世紀初的一種光學顯微鏡顯著替代被開發，利用電子而不利用光線來產生圖像。於1931年，恩斯特·鲁斯卡（Ernst Ruska）開始開發第一個電子顯微鏡- 透射電子顯微鏡（TEM）。透射電子顯微鏡的工作原理和光學顯微鏡有相同的原理，但在使用光的地方用電子代替，在使用玻璃透鏡的地方用電磁鐵代替。使用電子而不是光線允許更高的分辨率。
緊接著透射電子顯微鏡的開發，是馬克斯·諾爾在1935年開發的掃描電子顯微鏡（SEM）。
不使用光線而利用電子流來照射標本來觀察的顯微鏡。由於電子用肉眼看不出，因此就使電子透過觀察材料，而映在塗有螢光劑的板上，這種方法稱為穿透式電子顯微鏡。另一種方法是以電流在觀察材料的表面移動，然後使觀察材料所放出的二次電子流映在真空管上，以這種方式觀察的稱為掃描式電子顯微鏡。穿透式電子顯微鏡可放大80萬倍，可以看出分子的形象；掃描式電子顯微鏡可用以觀察立體的表面，放大倍率約20萬倍。電子顯微鏡分為透射電子顯微鏡、能量過濾透過式電子顯微鏡、掃描電子顯微鏡、場發射掃描電子顯微鏡、掃描透射電子顯微鏡等類型。某些電子顯微鏡甚至能看到單一原子。原理：物質波理論告訴我們，電子也具有波動性質，所以可以用類似光學顯微鏡的原理，做成顯微鏡。不一樣的是，這裡將凸透鏡改成磁鐵，由於電子的波長比可見光短，所以他可以比光學顯微鏡“看”到更小的東西，如：病毒。

### 掃描探針顯微鏡
是機械式地用探針在樣本上掃描移動以探測樣本影像的顯微鏡。

#### 掃描隧道顯微鏡
STM用來看金屬表面，它是利用量子物理的穿隧效應。古典物理認為，物質不能穿過位壘，但量子物理告訴我們：物質有機會穿過位壘，而他穿過位壘的機率和位壘的寬度有關。利用一通電的針狀物體，靠近金屬表面，則電場使電子附近的位能出現位壘形式，此時就有機會觀測到跑出金屬表面的電子，再利用穿過位壘的機率和位壘的寬度有關的特性，就可以推出針到金屬表面的距離，因此可"看"到金屬表面，但這個看到金屬表面其實是看到金屬表面的dangling bond也就是電子，也是因為通常金屬表面每顆原子會有一個dangling bond，所以嚴格上來講只能說是看到原子上電子來當作看到原子，嚴格上來講並不是直接"看"到原子。

#### 原子力顯微鏡
原子力顯微鏡（Atomic Force Microscope，簡稱AFM）用來探測樣本表面與探針交互作用力，推出探針到樣本表面的距離，因此可「看」到非金屬或金屬表面。

## 顯微鏡的機械部件

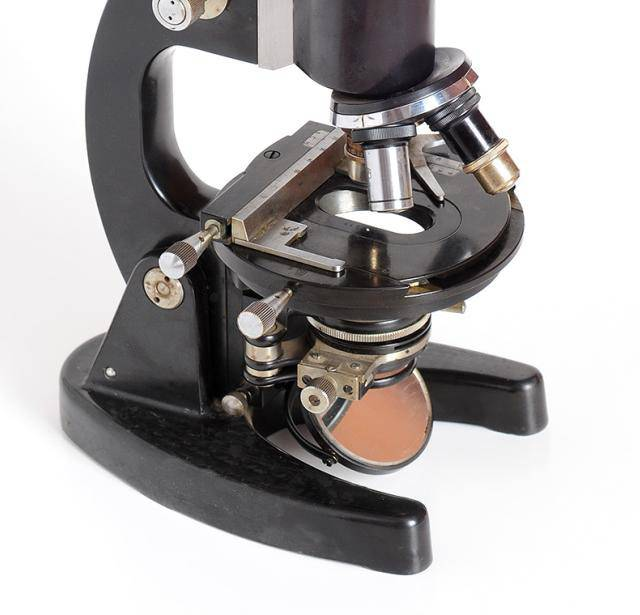

## 顯微鏡展示框

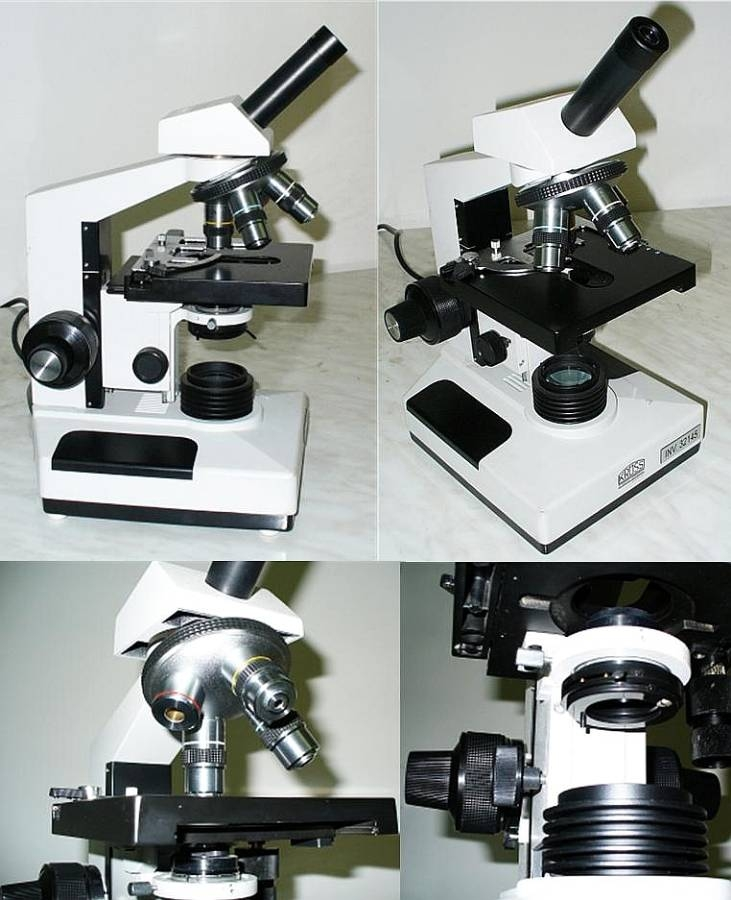
實驗室顯微鏡
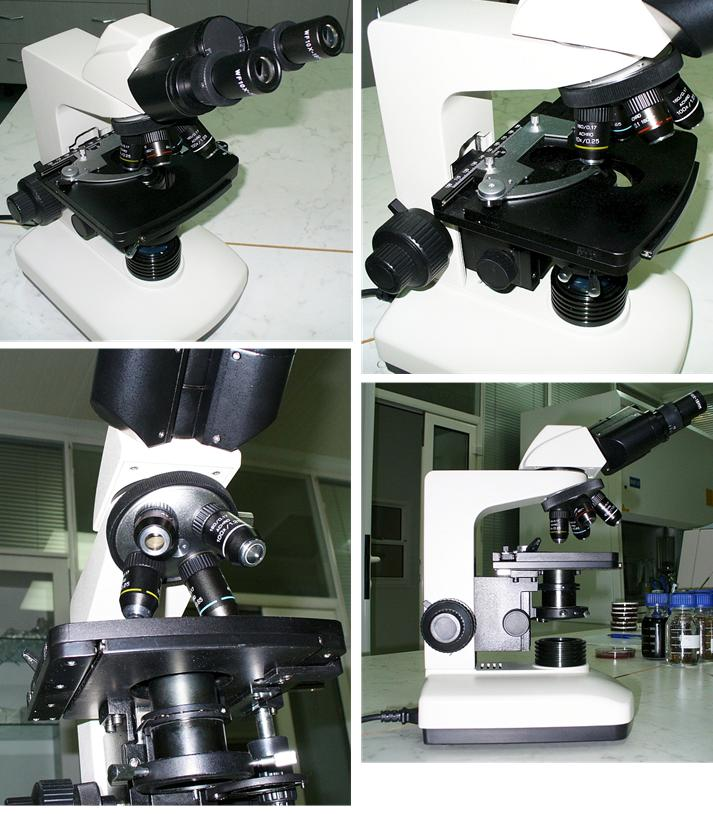
雙目實驗室顯微鏡
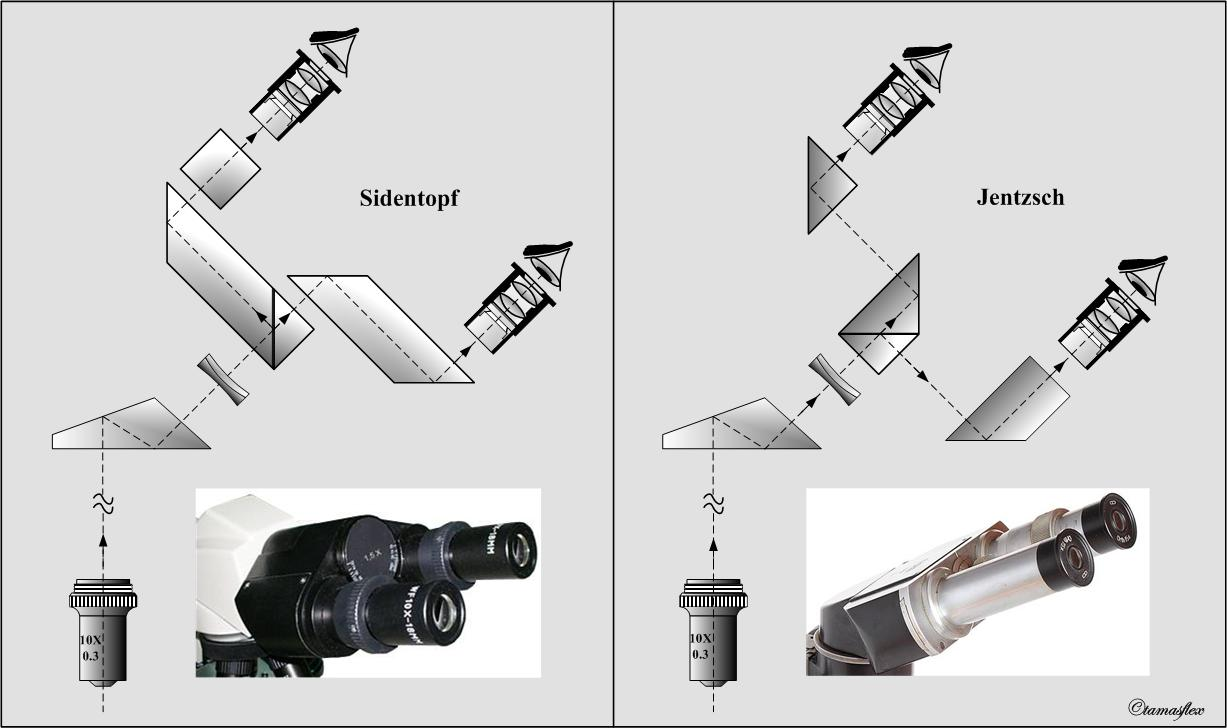
顯微鏡雙目轉接器
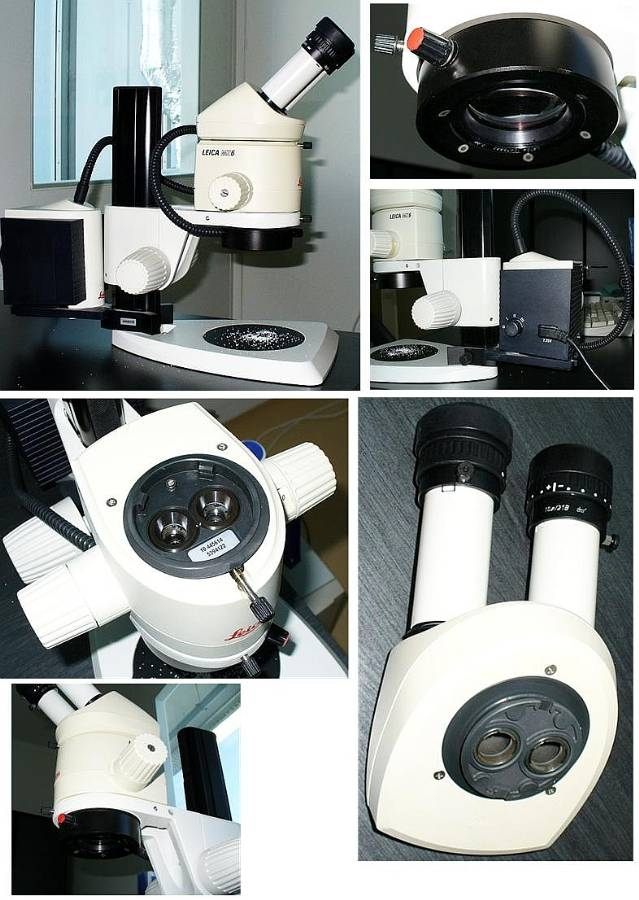
體視顯微鏡
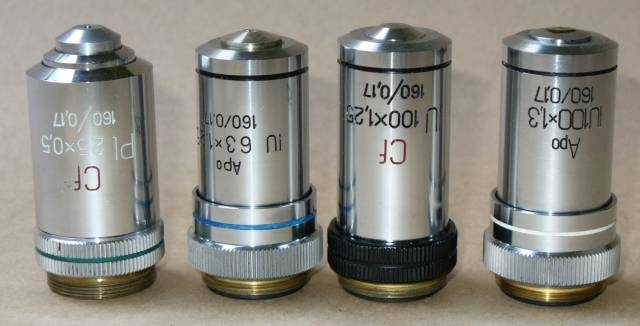
顯微鏡物鏡
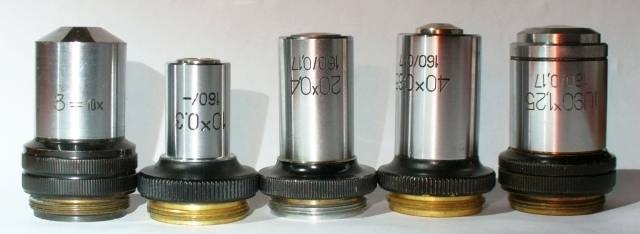
顯微鏡物鏡
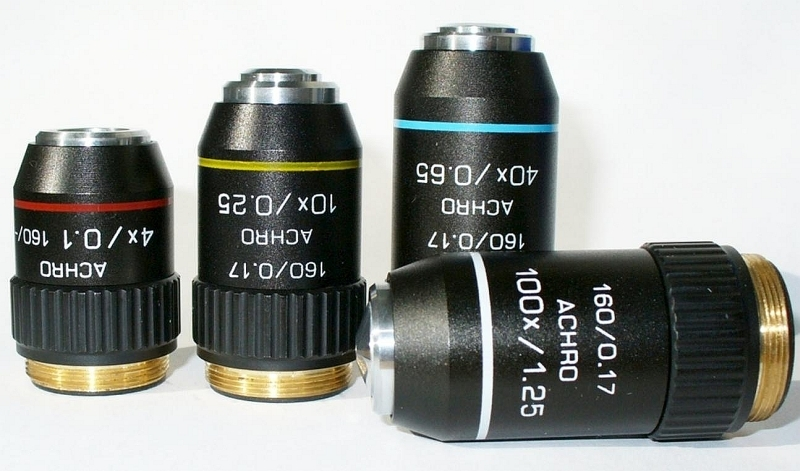
顯微鏡物鏡
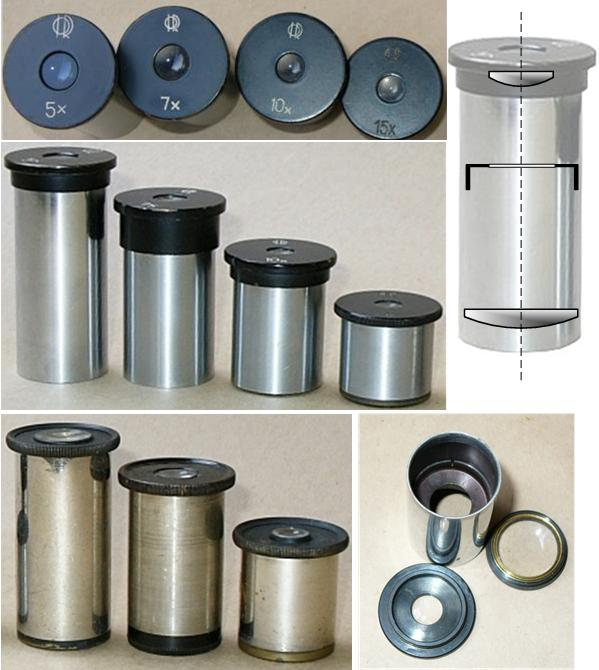
顯微鏡接目鏡
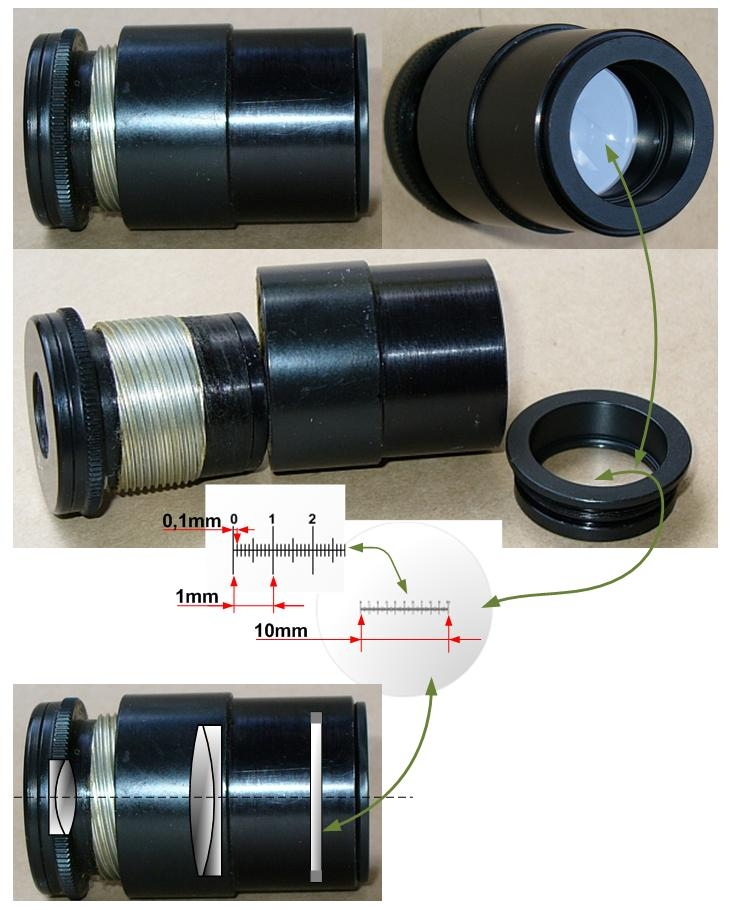
显微镜接测量目镜
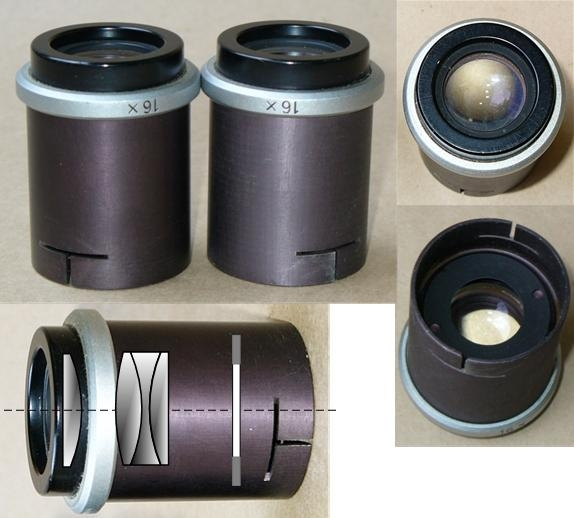
體視顯微鏡接目鏡
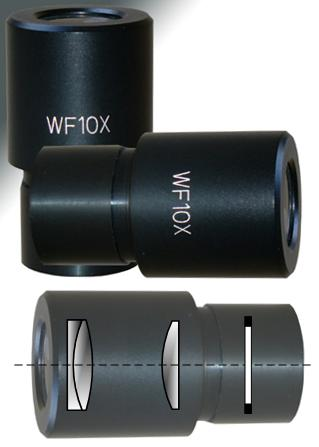
顯微鏡接目鏡
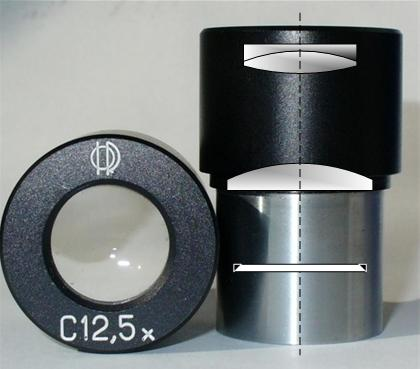
顯微鏡接目鏡

## 参看
- 放大镜
- 望远镜
- 數碼顯微鏡
- 相機
- 監視器（CCTV、闭路电视、监控）
- 攝影機